# Кнецгау
Кнецгау (нім. Knetzgau) — громада в Німеччині, розташована в землі Баварія. Підпорядковується адміністративному округу Нижня Франконія. Входить до складу району Гасберге.
Площа — 43,98 км2. Населення становить 6470 ос. (станом на 31 грудня 2020).